# Cartelle (parroquia)
Cartelle (llamada oficialmente Santa María de Cartelle) es una parroquia y un lugar español del municipio de Cartelle, en la provincia de Orense, Galicia.

## Organización territorial
La parroquia está formada por doce entidades de población:
- A Armada
- A Bouza
- A Teixugueira
- Baldariz
- Calvelos
- Cartelle
- Madarnás
- Os Pereiros
- Pereda
- Reigoso
- San Martiño
- San Pedro

## Demografía

### Parroquia
| Gráfica de evolución demográfica de Cartelle (parroquia) entre 2000 y 2022 |
|                                                                            |
| Datos según el nomenclátor publicado por el INE.                           |

### Lugar
| Gráfica de evolución demográfica de Cartelle (lugar) entre 2000 y 2022 |
|                                                                        |
| Datos según el nomenclátor publicado por el INE.                       |